# Grubenunglück in der Rubengrube

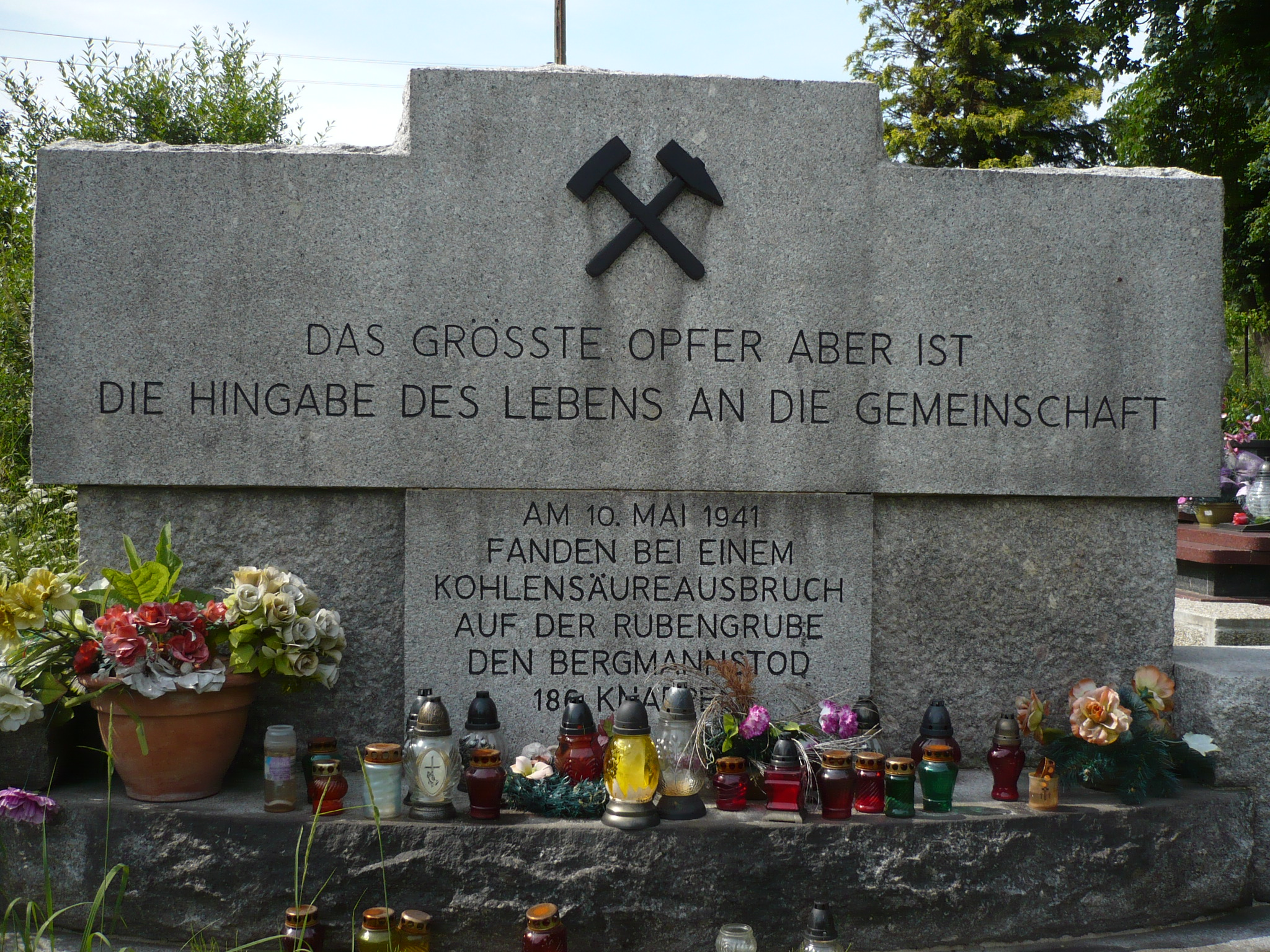
Denkmal für die Verunglückten der Rubengrube 1941

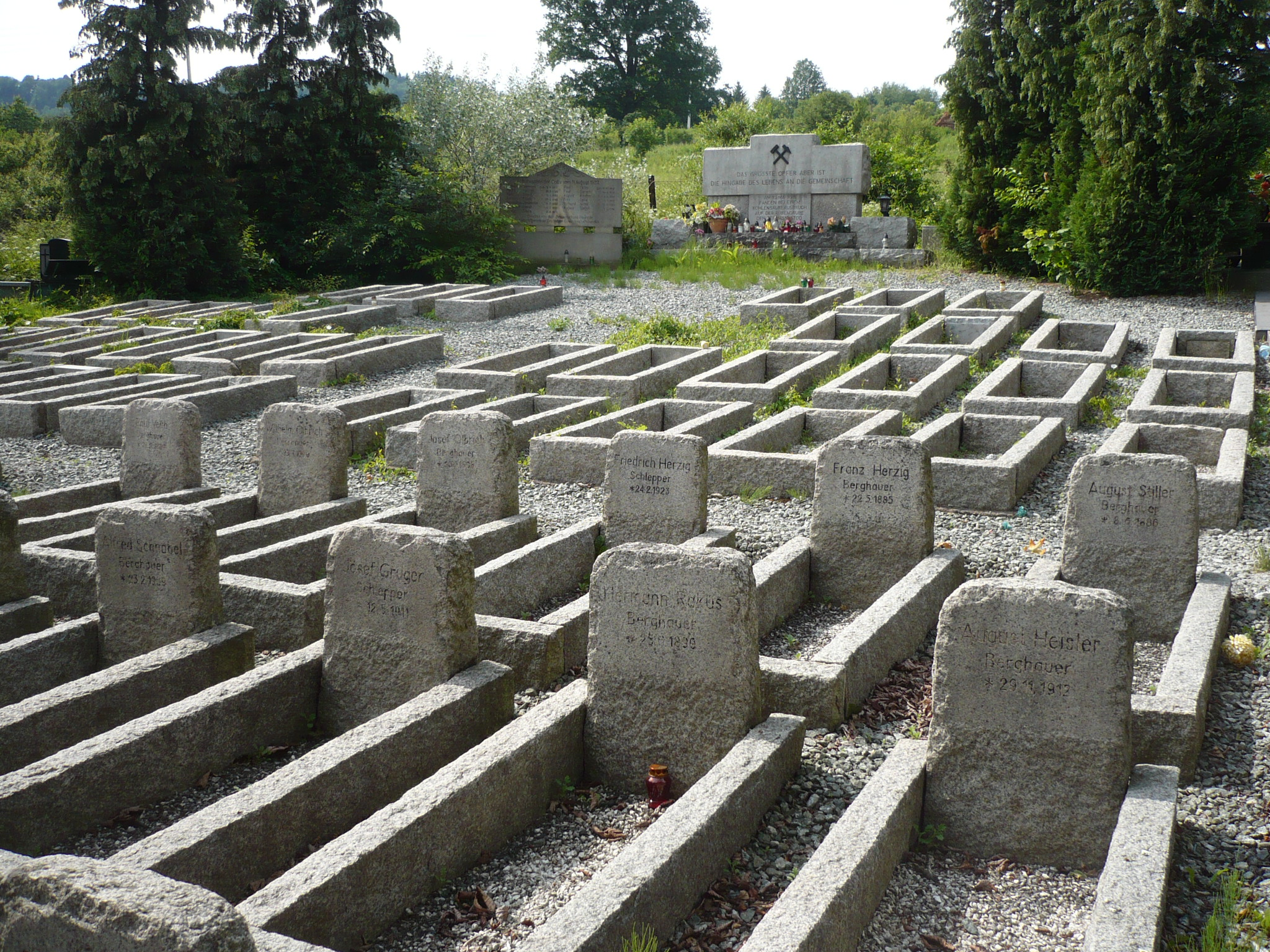
Die Gräber der 186 tödlich verunglückten schlesischen Bergleute

Das Grubenunglück in der Rubengrube bei Neurode ereignete sich am 10. Mai 1941 in der damaligen Provinz Niederschlesien. Es war eines der schwersten Grubenunglücke in Deutschland.

## Geschichte des Steinkohlereviers
Das Steinkohlerevier bei Neurode gehört zu einer rund 60 km langen und bis zu 35 km breiten Steinkohlenlagerstätte, die von Landeshut über Waldenburg bis ins Braunauer Ländchen reicht. Mit dem Niedergang der Tuchmacherei in Neurode entwickelte sich im Laufe des 19. Jahrhunderts der Bergbau zum führenden Wirtschaftszweig im Kreis Neurode. Jedoch war der Abbau wegen der schwierigen Verhältnisse nur bedingt wirtschaftlich. In der Rubengrube, in der sich das tragische Unglück ereignete, wurde neben Steinkohle auch Schieferton abgebaut.

## Unglückshergang
In den späten Abendstunden des 10. Mai 1941 forderte ein Kohlensäureausbruch in der Rubengrube 187 Opfer. Die freigewordenen Gasmengen drückten die in der südlichen Grundstrecke des Ferdinand-Flözes auf der 4. Sohle in fast 900 m Entfernung vom Ausbruchsherd stehenden Kohlensäure-Absperrtüren gewaltsam auf und machten dadurch der Kohlensäure den Weg in das gesamte Grubengelände einschließlich der Tonabteilungen frei. Zum Unglückszeitpunkt übernahm gerade die Nachtschicht, jedoch waren die Kumpel von der Spätschicht noch nicht aus dem Schacht aufgefahren, was die hohe Zahl der Opfer erklärt. Nur fünf Kumpel konnten gerettet werden und ein sechster hatte ohne Hilfe der Katastrophe entkommen können. Trotz der Schwere des Unglücks wurde in der gleichgeschalteten Presse kaum darüber berichtet.

## Gedenken
Ein heute (Stand 28. Mai 2025) frisch renovierter Gedenkstein sowie die Grabsteine der 186 Opfer auf dem Friedhof von Neurode erinnern an das tragische Unglück.

## Nachweise
Rubengrube. Abgerufen am 28. Mai 2025.